# Município de Logan (condado de Auglaize, Ohio)
O município de Logan (em inglês: Logan Township) é um município localizado no condado de Auglaize no estado estadounidense de Ohio. No ano de 2010 tinha uma população de 1.113 habitantes e uma densidade populacional de 15,37 pessoas por km².

## Geografia
O município de Logan encontra-se localizado nas coordenadas 40° 38′ 58″ N, 84° 16′ 50″ O. Segundo a Departamento do Censo dos Estados Unidos, o município tem uma superfície total de 72.4 km², da qual 72,31 km² correspondem a terra firme e (0,12 %) 0,09 km² é água.

## Demografia
Segundo o censo de 2010, tinha 1.113 habitantes residindo no município de Logan. A densidade populacional era de 15,37 hab./km². Dos 1.113 habitantes, o município de Logan estava composto pelo 98,92 % brancos, o 0,09 % eram afroamericanos, o 0,54 % eram amerindios, o 0,18 % eram asiáticos e o 0,27 % eram de uma mistura de raças. Do total da população o 1,08 % eram hispanos ou latinos de qualquer raça.